# Plaza de toros de Cartagena

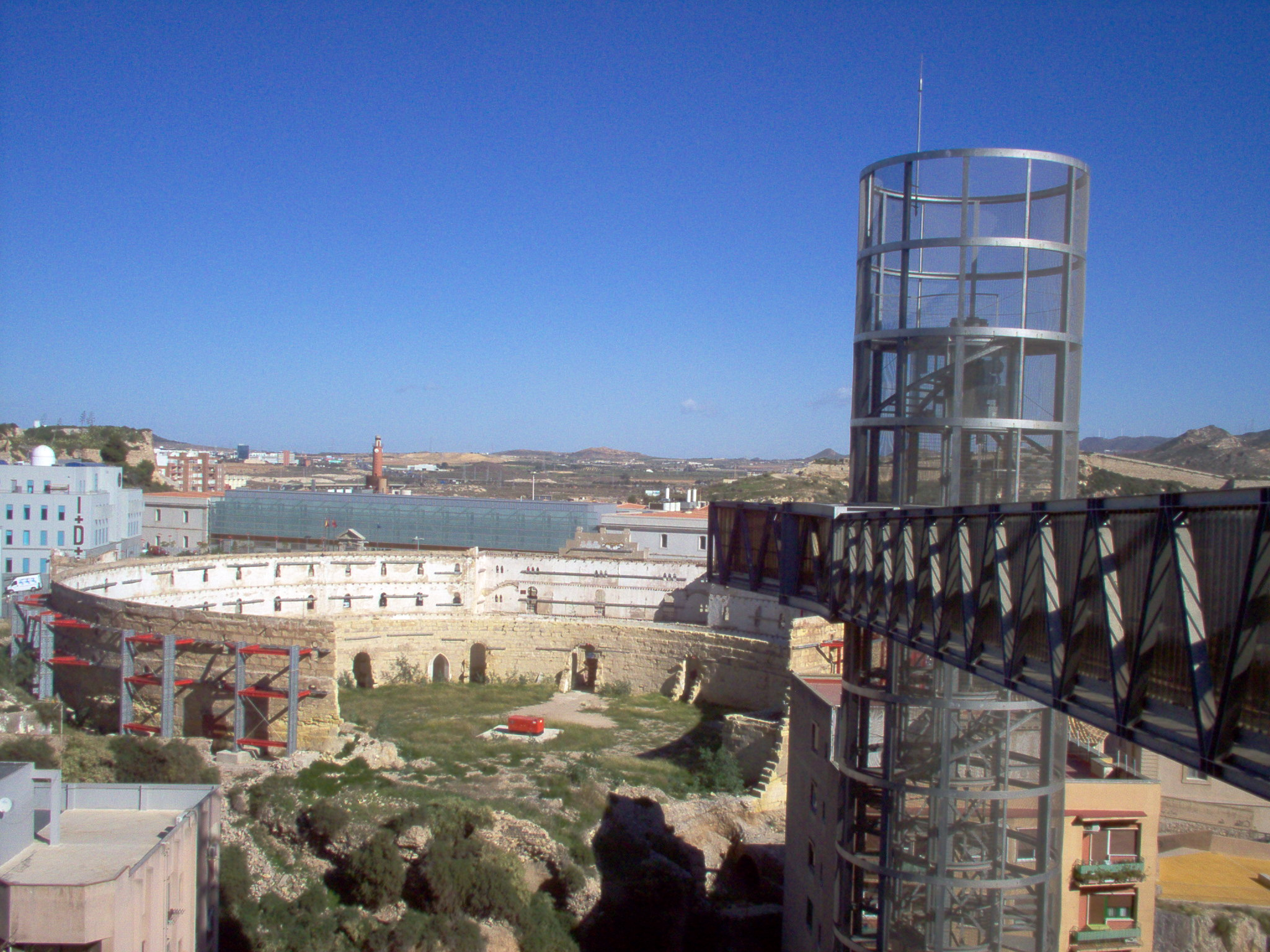
La plaza de toros vista desde el ascensor panorámico.

La plaza de toros de Cartagena fue una plaza de toros en Cartagena, Región de Murcia, en España. 

## Historia
Parece ser que fue construida por iniciativa de Miguel Caballenas. El 11 de julio de 1853 comenzaron las obras, siendo Jerónimo Ros Jiménez el encargado y director del proyecto y los presos del penal de Cartagena la mano de obra. La inauguración tuvo lugar con una corrida celebrada el 5 de agosto de 1854 con los toreros Francisco Arjona “Cuchares” y Manuel Arjona Herrera, que lidiaron toros de Justo Hernández.
Además de corridas de toros se celebran otros eventos culturales como veladas de cante jondo o deportivos como boxeo, así como toreo bufo con los toreros cómicos Blay y los Carthagos, Ramper Torero, el Gran Arango, Tomasín o Ángel el Camoto.
La vida de la plaza de toros de Cartagena terminó cuando, por motivos no se sabe muy bien si económicos o de infraestructuras, fue clausurada por el gobernador civil de Murcia Eduardo Ferrera Kétterer, en los años 1980. El último festejo fue el 30 de marzo de 1986, en el que participaron como espadas Raúl Aranda, Julio Robles y José Ortega Cano con toros de El Chaparral.

## Toreo cartagenero

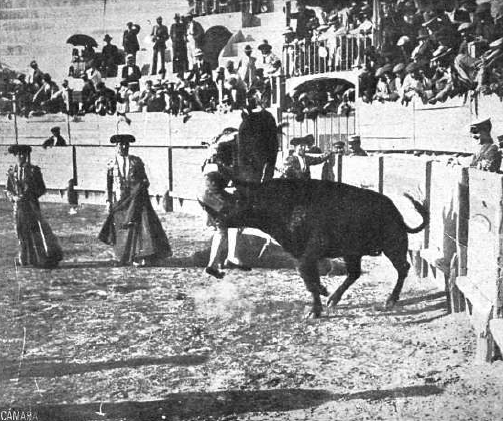
Momento de la cogida mortal al torero Corchaíto en la plaza de Cartagena, en 1914.

Figuras relevantes en el mundo taurino en Cartagena fueron "Aranguito", "Triviño", "Morito", José Ortuño Palacio, "Loquillo", "Calero", Antonio Arango "Aranguito Chico", Jesús Navarro, Pepe Blázquez, Enrique Cano "Gavira", Rafael Jiménez Márquez o José Ortega Cano. Últimos aspirantes a torero salidos en la ciudad de Cartagena fueron Manolo Guillén en la década de los años 1990 -que después ha sido periodista y escritor taurino con varios libros publicados, como "Toros en La Condomina", "Toreros murcianos del ayer" o "Ahora que todos somos morantistas"- y en la década de los 2000 Raúl Sáez y Esteban Pérez "El Cuco". También como rejoneadores formaron historia del toreo a caballo en Cartagena Pedrin Sánchez, Soledad Sánchez, Agustín Solano, Pedro Hernández, José Cámara o Pencho Solano.

## Descripción
La plaza de toros de Cartagena se construyó apoyando su estructura sobre las ruinas del antiguo anfiteatro romano de Cartagena. Se empleó para su construcción roca tabaire, arenisca procedente de la diputación de Canteras. Contaba con un aforo de 8.000 espectadores distribuidos en tres pisos.
El ruedo de la plaza tenía entre unos 40 y 50 metros de diámetro. Contaba con dependecias auxiliares como las caballerizas, corral, chiquero o desolladero, además de un aljibe.

## Museo Anfiteatro Romano y plaza de toros de Cartagena
En 2008 comenzó el derribo parcial de la plaza de toros para permitir la excavación de los restos del Anfiteatro Romano y su conversión en un museo, según el proyecto de los arquitectos Atxu Amann y Alcocer, Andrés Cánovas Alcaraz y Nicolás Maruri.